# Agía Iríni (Lassithi)
Pour les articles homonymes, voir Agía Iríni.
Agía Iríni, en grec moderne : Αγία Ειρήνη, est un village du dème de Sitía, en Crète, en Grèce. Selon le recensement de 2011, la population d'Agía Iríni ne compte aucun habitant. Le village est situé à une altitude de 120 m.